# アルファレコード
アルファミュージック（Alfa Music, Inc.）は、1969年に設立された日本の音楽出版社。1998年にレコードやCD制作からは撤退し、2019年にソニー・ミュージックパブリッシングの完全子会社となり、その後、2022年4月1日付を以て同社に吸収され法人格が完全消滅し、社内カンパニーとなったほか、原盤権はごく一部を除き、全てソニー・ミュージックレーベルズに移管された。

## 概要
1969年、村井邦彦が音楽出版社アルファミュージック（初代）を設立。
1970年、村井が川添象郎、ミッキー・カーチス、内田裕也、木村英樹とともに「マッシュルーム・レコード」を設立。
1972年、外車ディーラー最大手のヤナセの会長（当時）・梁瀬次郎と、原盤制作会社としてアルファ&アソシエイツを設立。東芝音楽工業（現：ユニバーサル ミュージック ジャパン・Virgin Musicレーベル/EMI RECORDSレーベル）のリバティ・レーベルに販売を委託した赤い鳥や荒井由実（現・松任谷由実）、ハイ・ファイ・セットなどの「アルファ&アソシエイツ」、日本コロムビアのデノン・レーベル（のちに「Blow Up」に改称）に販売を委託したGARO、小坂忠などのアーティストを送り出す。
1977年、レコード会社アルファレコード（Alfa Records Inc.）設立、「アルファ&アソシエイツ」「マッシュルーム」の音源発売権も同社に移行。サーカス、カシオペア、イエロー・マジック・オーケストラの成功で知名度も大きく上がる。
1978年、アメリカのA&Mレコードの販売権をキングレコードから移管。ハーブ・アルパート、クインシー・ジョーンズ、セルジオ・メンデス、ニュー・ウェイヴのポリス、ジョー・ジャクソンなどが次々とヒットした。
1980年、アルファ&アソシエイツがヤナセグループに入る。同年、ロサンゼルスにおいて現地法人「アルファアメリカ」設立（1983年に撤退）。
この時期村井が、アルファミュージックの運営に参加していた当時の妻「大橋一恵（作詞家・訳詞家での筆名：大橋一枝）」と離婚。その際、大橋がアルファミュージックの経営を引き継いで分離独立し、社名を「ケイ・ミュージック・パブリシング」（Kay Music Publishing）に変更する。以降のケイ・ミュージックは大橋がエグゼクティブプロデューサーとなって原盤製作およびアーティストマネジメントも開始し、児島由美・山口美央子・山本達彦・クリスティらを手掛ける。一方の村井は、アルファミュージックの分離以降の楽曲を管理する音楽出版社「1980 Music Inc.」を設立し、アルファレコードの楽曲出版権はケイ・ミュージック・パブリシングと1980 Musicの2社で管理される。
1982年、兄弟会社として、小杉理宇造と山下達郎がアルファ・ムーンを設立。
1985年、村井が退職。
1990年代初頭、当時の主要株主であったヤナセが、バブル崩壊により資本を引き揚げる。そして1994年、別資本が立ち上がり、アルファレコードの業務は新会社に移管される。移管された新会社はアルファミュージック（2代目、Alfa Music CO.,LTD.）に社名を再変更、ケイ・ミュージック・パブリシングを経営していた大橋が社長に就任する。アルファ・ムーンはアルファレコードから独立し、ワーナー・ミュージック・グループ傘下となる（後にMMG → イーストウエスト・ジャパンを経てワーナーミュージック・ジャパンに吸収合併）。
1995年、東京都港区に所有していた自社スタジオ「Studio A」を閉鎖。
1998年10月、社員のほとんどを解雇し事業規模を縮小。レコード制作から撤退し、原盤管理会社として残る。
1999年、ケイ・ミュージック・パブリシングと合併。この合併にて（2代目）アルファミュージックの法人格が消滅し、アルファレコードの全楽曲管理がケイ・ミュージックに移動する。同時に、ケイ・ミュージックがアルファミュージック（Alfa Music CO.,LTD.）に社名を変更する。ケイ・ミュージックが「アルファミュージック（初代）の社名変更」であることから、この合併により、設立当時の法人格に戻ったことになる。
2001年4月、全世界での使用も含めた著作権管理および原盤使用権をソニー・ミュージックパブリッシングに委託。それ以降は基本的に、ソニー・ミュージックダイレクト（現・ソニー・ミュージックレーベルズ）から旧譜が復刻発売（販売委託はソニー・ミュージックディストリビューションズ → ソニー・ミュージックマーケティング → ソニー・ミュージックソリューションズが担当）されているが、例外として荒井由実とLOGIC SYSTEMの音源はユニバーサル ミュージック ジャパンが、松山千春の音源は日本コロムビアがそれぞれ販売委託。
設立から半世紀を迎えた2019年4月1日、ソニー・ミュージックパブリッシングが大橋より全株式を取得し、同社の完全子会社となる。それに伴い、ソニー・ミュージックパブリッシングの見上チャールズ一裕が社長に就任する。
レコード会社として独立後、販売元は当初ビクター音楽産業（後にビクターエンタテインメント〈初代〉を経てJVCケンウッド・ビクターエンタテインメントに一旦改称し、再度ビクターエンタテインメント〈二代目〉に回帰）であったが、1998年にレコード制作から撤退するまでの間、ワーナーパイオニア（現：ワーナーミュージック・ジャパン）→日本コロムビア→東芝EMIと販売元の系列替えがあった。
洋楽部門では、A&Mレコードのほか、一時期ゾンバ・レコード、ミュート・レコードなどの国内盤の発売元のほか、ユーロビートのコンピレーションCD「ザッツ・ユーロビート」シリーズを定期的に出しており、カイリー・ミノーグなどを日本に紹介した。
2020年4月24日、アルファミュージック創立50年を機にソニー・ミュージックグループでの再出発と、創立50年プロジェクト「ALFA50」の始動を発表。プロジェクトの始動に併せ、アルファミュージックの公式サイトやTwitterなどのSNS公式アカウントを立ち上げた。その第1弾として、全世界配信ストリーミングサービスを開始。吉田美奈子、佐藤博、ハイ・ファイ・セットのアルバムが各音楽配信サイトおよびストリーミングサービスで解禁された。
2024年、アルファミュージック創立55周年プロジェクトとして、制作活動を再開。第一弾としてRYUSENKEI（「流線形」から改称）のアルバムを4月にリリースした。同年、かつて1977年に細野晴臣とアルファレコードがプロデューサー契約を結び、その第1作として制作されていたもののレコーディングから47年間お蔵入りとなっていたリンダ・キャリエールのアルバム『Linda Carriere』が、アルファミュージックに保管されていたマルチテープを用い、細野立ち合いのもと、GOH HOTODAがミックスを施し商品化が実現。CDの発売日はアルファミュージックの創立記念日にあたる7月17日に、アナログ盤はアルファミュージック創立55周年プロジェクトの一環として8月3日にソニー・ミュージックレーベルズよりそれぞれリリースされた。

## 邦楽レーベル
- YEN（¥EN・エン）（1982年〜1985年）
  - YMOの細野晴臣と高橋幸宏を中心としたレーベル。ゲルニカ、戸川純、上野耕路、立花ハジメ、サンディー&ザ・サンセッツ、Interiorsらが在籍。
- G.M.O.（1986年〜1994年）
  - 1985年に設立された日本初のゲームミュージック専門レーベル。このレーベルの担当者がサイトロン（サイトロン・レーベル）の旗揚げに参画する。
- HYS（1986年〜1988年）
  - 戸川純のレーベル
- EDGE（1986年〜1989年）
- ZAZA（1990年設立）※ロック系のレーベル。
- NEWS（松山千春専用レーベル：1985年 - 1987年）
  - NEWSレコード解散後、松山の移籍と共に設けられたレーベル。1987年を以て消滅。
- Magic Land（1996年設立）
- SPIN（1990年設立）
  - On-Uサウンドの日本発売。YMOのリミックスアルバムも多数発売。
- SEXCITE
  - ガレージ/GSからホットロッド、ソフトロック、ガールポップ、サーフィン
  - プロジェクト・キャッシュ、ザ・ペブルス、ルルーズ・マーブル、ザ・ヘア、渚ようこ、スプリングス、チャーリー&ホット・ホイールズ、ジョネッツ、ザ・ウォーターズ、エル・カミーノスらが所属。

## 洋楽レーベル（ライセンス、サブライセンスを含む）
- ALFA international
  - アルファ・アメリカ独自制作で、ルルやビリー・ヴェラ アンド ザ・ビーターズなどを発売していたが、ビリー・ヴェラの「アット・ディス・モーメント」は発売後、アルファがアメリカ事務所を閉鎖した数年を経て、テレビドラマでの挿入歌に採用され全米チャート第1位を獲得する。後に、ユーロビートや洋楽作品のライセンス受託主体レーベルになる。
  - 1992年頃、アンダーグラウンド・レジスタンスやHARD WAXといったドイツのレーベル、日本発売。
- A&M Records
  - ジャネット・ジャクソンやスクイーズ、ジョー・ジャクソン、ポリスなど英・米のA&Mと直接契約していた原盤のみを使用（現在はユニバーサル ミュージックLLCが取り扱い）。
- Sonet - スウェーデンの老舗レコード会社。
  - シークレット・サービス等が日本発売された。現在は業務を閉鎖し、旧譜はユニバーサル ミュージック内のストックホルム・レコードから発売されている。
- PWL Records
  - 1980年代、英国のストック・エイトキン・ウォーターマンのピート・ウォーターマンが設立したレコード会社。但し、その殆どはアーティスト単位でレコード会社にライセンスされ、リック・アストリーはBMG、ソニアやブラザー・ビヨンドはEMI、アーティストとしてのストック・エイトキン・ウォーターマンはA&Mの各PWLレーベルから販売されていた。
  - アルファでは、日本地域で原盤使用権が浮いていた大量のSAWプロデュース作品や、デビュー時からPWLを離れるまでカイリー・ミノーグやジェイソン・ドノヴァンなど豪・マッシュルームレコードの制作とライセンス作品を販売していた。ユーロビートからクラブ志向にジャンルが傾倒すると、2 アンリミテッドやオーパス3などクラブカヴァー曲のサブライセンスも取得し「ザッツ・クラブトラックス」系列でのコンピレーション化、シングル化していた。
- PROTO Records
  - ドラァグ・クイーンとして『ピンク・フラミンゴ』や『ポリエステル』『ヘアスプレー』（オリジナル版）など、映画に出演したディヴァインの楽曲が、カセット版ザッツ・ハイエナジーに初収録。その流れを汲む初期ザッツ・ユーロビートのメインアクトとして多くの楽曲がフィーチュアされた。特にディヴァインの初期作品"Native Love"や"Shoot Your Shot"などのボビー・オーランドのプロデュース作品、ナイトメア・レコード主宰のイアン・レヴィン作品を経て、全米ディスコチャートにも登場した"You Think You're a Man"、"Walk Like A Man"や"I'm So Beautiful"は、ストック・エイトキン・ウォーターマン・プロダクションがブレイクする前（スタジオ運営、フェアライトCMI導入前）の初期作品であり、ハイエナジーとユーロビートのジャンルを語る上で、最も重要なシンガー、パフォーマーである。
- Bellaphone - ドイツのレコード会社。
  - ヘイゼル・ディーンのアルバム （Hearts First - 1984年作品）は、マスタリングからプレスまでアルファレコードが行い、日本語盤から日本語解説を省いてこのレーベルへ輸出・供給していた。
- FLEA、F.C.F. Records、ASIA Records、Discomagic その他 - イタリアの音楽出版社系レーベル。ファリーナ・アンド・クリバレンテのプロデュース作品がメイン。
  - アルファが日本国内で使用ライセンスを請けた楽曲を、avex trax社の前身会社がレンタルレコード店向けに独自編集（MixCD化）して日本へ輸入した件を巡り、アルファから販売差し止めを要請され騒動となる。この件により、avex traxはレコード会社として発足し、独自の「SUPER EUROBEAT」シリーズを立ち上げる。
- ZOMBA Records - フロッグ・オブ・シーガルズやDJ・ジャジー・ジェフ&ザ・フレッシュ・プリンス、R・ケリー&パブリックアナウンスメントなどを日本で販売。
  - アルファから離れた後、ブリトニー・スピアーズやレッドニックスらが世界規模のヒット曲を輩出。当時のBMGが吸収合併したため、現在はソニーミュージックのレーベルの一つ。
- ミュート・レコード - デペッシュ・モード、イレイジャーやライバッハ、ニッツァー・エブなどを日本で販売。
  - テクノ専門ブランドノヴァミュート経由で、ベルリンのクラブレーベル、トレゾアのコンピレーション、アンダーグラウンド・レジスタンスのプロジェクトX-101、X-102、X-103なども日本で発売された。
- アルファ・ジャズ
  - 1988〜1998年、ジャズ専門レーベル。

ザッツ・ユーロビート シリーズのみ、制作：アルファ・ミュージック、販売：NBCユニバーサル・エンターテイメントジャパンの4タイトルが存在する。

## 所属アーティスト

### Alfa（ケイ・ミュージック所属・制作も含む）

#### あ行
- 赤い鳥
- 朝比奈マリア
- 荒井由実
- イエロー・マジック・オーケストラ　
  - 細野晴臣
  - 坂本龍一
  - 高橋幸宏
- いしだあゆみ（ビクターレコード → 日本コロムビア → アルファレコード。アルファレコード契約解除後、CBS・ソニーを経てトーラスレコードへ移籍）[注 4]
- 伊東ゆかり
- ウィズ
- エキスポ
- audio active - アルファレコード移管後、BEAT RECORDSをメンバー自ら立ち上げ国内リリースを展開。1stアルバムは1993年11月に発売後まもなく廃盤。
- 大野方栄
- 大村憲司

#### か行
- GARDEN
- カシオペア（アルファレコード → ポリドール → パイオニアLDC → アルファミュージック → ポニーキャニオン → ジェネオン エンタテインメント → 現・HATS UNLIMITED）
- 紙ふうせん
- GARO
- 桐ヶ谷仁 - のちに東芝EMI移籍
- CHRYSTY（クリスティ）
- ザ・グルーヴァーズ（アルファレコード → ポリドール → BM tunes）
- 小坂忠
- 児島由美
- 古代祐三
- 小森田実

#### さ行
- サーカス
- 佐藤博
- サンディー&ザ・サンセッツ
- シーナ&ロケッツ
- 菅原進 - ビリーバンバンが解散した1981年から1982年まで在籍。アルファレコード契約解除後、バップ、RCA / RVCを経てキングレコードへ移籍
- 鈴木こう
- スターリン
- SUPER BAD
- スネークマンショー
- スーパー・エキセントリック・シアター
- ソフトバレエ

#### た行
- 太陽の塔
- タモリ
- 九十九一
- TELEX (テレックス)
- としたろうとリバーサイド（としたろうは、ソロでTOSHITAROとしてアポロンへ移籍）

#### は行
- ハイ・ファイ・セット（後にCBS・ソニーへ移籍）
- Pas de chat（パディシャ）
- ハリー・ジェーン
- B・A・T（BLACK CATSの久米浩司・久米良昌兄弟が結成したバンド）
- 日出郎（のちにニューセンチュリー・レコードへ移籍、現・VIVID SOUNDへ移籍）
- 日向敏文
- ビリー・ヴェラ
- 広谷順子
- フィフィ・ザ・フリー - 1969年11月のアルファ・レーベル発足、第一弾アーティスト（日本コロムビアへレコード配給委託）
- 布施博
- Blue Film
- ブレッド&バター
- 深町純

#### ま行
- MAX Q（英語版） - INXSのマイケル・ハッチェンスを中心としたユニット。
- 松山千春（キャニオンレコード → NEWSレコード → アルファNEWSレーベル → アルファ → 現・日本コロムビア）
- 三好鉄生 - のちにクラウンレコードへ移籍
- 村井麻里子
- MELON

#### や行
- 矢野有美
- 山口美央子
- 山本達彦（東芝EMIから移籍）
- 雪村いづみ
- 吉田美奈子
- 吉野千代乃

#### ら行
- ルネ（・シマール、René Simard） - カナダ出身。1974年に日本デビューした当時13歳のボーイソプラノ。
- LOGIC SYSTEM - （東芝EMI → アルファレコード → ブリッジ）

#### わ行
- 若林志穂 - のちにトーラスレコードへ移籍
- 渡辺香津美

### YEN

#### あ行
- イエロー・マジック・オーケストラ
  - 細野晴臣
  - 高橋幸宏
- INTERIORS
  - 日向大介
  - 野中英紀

#### か行
- ゲルニカ
  - 上野耕路
  - 太田螢一
  - 戸川純
- 小池玉緒
- 越美晴

#### さ行
- サンディー&ザ・サンセッツ
- スーパー・エキセントリック・シアター
- スネークマンショー

#### た行
- 立花ハジメ

#### は行
- イノヤマランド

### HYS
- 戸川純

### EDGE
- ヴァリエテ（有近真澄、山田多理）
- cutting edge
- ゼロスペクター
- P-MODEL - ジャパンレコード離脱後インディーズを得て移籍。 アルファ契約解除後、どのレコード会社との契約を交わす事なく1988年活動休止。その後平沢進はポリドールに移籍。
- POISON POP（TENSAWのSaybowとミチアキが結成したユニット）

### NEWS
- 松山千春

### ZAZA
- QUADRAPHONICS（岡野ハジメ、吉田仁）
- SODOM
  - 福富幸宏
- HALO
- マンナ（鴨宮諒、梶原もと子）